# نفس بکش (آلبوم ۲۰۱۶)
| بررسی انتقادی                   | بررسی انتقادی |
| منبع                            | رتبه‌بندی      |
| ------------------------------- | ------------- |
| CCM Magazine                    | [ ۱ ]         |
| The Christian Beat              | [ ۲ ]         |
| The Phantom Tollbooth           | [ ۳ ]         |
| Today's Christian Entertainment | [ ۴ ]         |

نفس بکش (به انگلیسی: Keep Breathing) یک آلبوم موسیقی در سبک موسیقی مسیحی معاصر است که توسط جودی مک برایر ساخته‌شده و در ۱۲ فوریه ۲۰۱۶ منتشر شده‌است.